# Voyager of the Seas
Voyager of the Seas — пассажирское 17-палубное (15 пассажирских) судно класса Voyager, построенное на верфи Kvaerner Masa Yards в Турку (Финляндия) и спущенное на воду 27 ноября 1998 года по заказу американской компании Royal Caribbean International.

## История
Киль судна под заводским номером 1344 был заложен на верфи Kvaerner Masa Yards в Турку, затопление дока состоялось 27 ноября 1998 года и дальнейшее оснащение осуществлялось у достроечной стенки. 29 июня 1999 года состоялись ходовые испытания и 29 октября того же года судно было передано заказчику Royal Caribbean Cruises Ltd. Нассау (Багамы). 19 ноября судно пришвартовалось в Майами, откуда ушло в свой первый рейс 21 ноября 1999 года.
«Voyager of the Seas» совершает морские круизы как по Северной Европе, Средиземному морю и другим европейским маршрутам, так и трансатлантические — к островам Карибского бассейна, странам юго-восточной азии и атлантического побережья Америки.
Судно способно принять 3114 пассажиров и, наряду с другими судами своего класса, является одним из крупнейших пассажирских судов, уступая лишь круизным судам класса Oasis и «Freedom», а также судам Queen Mary 2 и Norwegian Epic.

## Развлечения на борту
«Voyager of the Seas» называют плавающей гостиницей из-за широкого диапазона услуг, многие из которых, на момент постройки, были предложены впервые для морских пассажирских судов. Например, на трубе «Вояджера» был обустроен первый скалодром. Так же впервые на круизном лайнере был размещён ледовый каток, приспособленный, в том числе, для постановок шоу. Первые недели эксплуатации позволили выявить ряд проблем (например, раскол льда из-за неустойчивости судна и горячих труб вентиляции на нижней палубе). Однако, вскоре эти проблемы были решены. С этого момента ледовые площадки оборудуются на всех круизных лайнерах подобного класса, построенных позднее.
Также впервые на «Вояджере» была создана настоящая улица под стеклянным куполом, названная «Королевский Променад» — высотой в четыре палубы и длиной в 3/4 длины судна. На ней, как на обычной пешеходной улице, расположены магазины, кафе, ярмарка, выступают уличные музыканты.
Кроме того, для отдыха и развлечения пассажиров на лайнере размещены ночные клубы, трёхъярусный театр (в стиле театра Ла Скала), бассейны с водными горками, роликовые дорожки, площадка для мини-гольфа, баскетбольная и волейбольная площадка, двухпалубная библиотека и многое другое.

## Характеристики
Стоимость лайнера — $650 млн. Судно оборудовано 6 двигателями производства компании Wärtsilä. В совокупности его силовые установки генерируют мощность в 75,6 МВт, что позволяет лайнеру развивать скорость до 23,7 узлов (морских миль в час, или 43,9 км/ч).
Под кормой установлены три 14-мегаваттные винторулевые колонки со встроенными гребными электродвигателями Azipod, способными вращаться вокруг вертикальной оси на 360о и создавать упор в любом направлении.
На лайнере 15 пассажирских палуб. Он может взять на борт 3114 пассажиров (при размещении по два в каюту), максимум — 3840. Всего на судне 1557 пассажирских кают 22-х категорий, площадью от 14 до 126,1 кв.м., в том числе 939 кают с видом на океан (из них 757 с балконом) и 618 внутренних. 26 кают оборудованы для инвалидов.
Экипаж составляет 1181 чел.